# Hudi Graben
Hudi Graben este o localitate din comuna Tržič, Slovenia, cu o populație de 51 de locuitori.